# Paris Fashion Week
De Paris Fashion Week is een evenement dat halfjaarlijks plaatsvindt in Parijs. Gedurende een aantal dagen worden er modeshows georganiseerd op verschillende locaties in de stad. Hierbij staan de voorjaar-zomercollecties en herfst-wintercollecties van modehuizen en -ontwerpers centraal.
De Paris Fashion Week maakt onderdeel uit van de "Big 4"; de andere fashion weeks zijn de London Fashion Week, Milan Fashion Week en New York Fashion Week.